# 수호이 Su-7

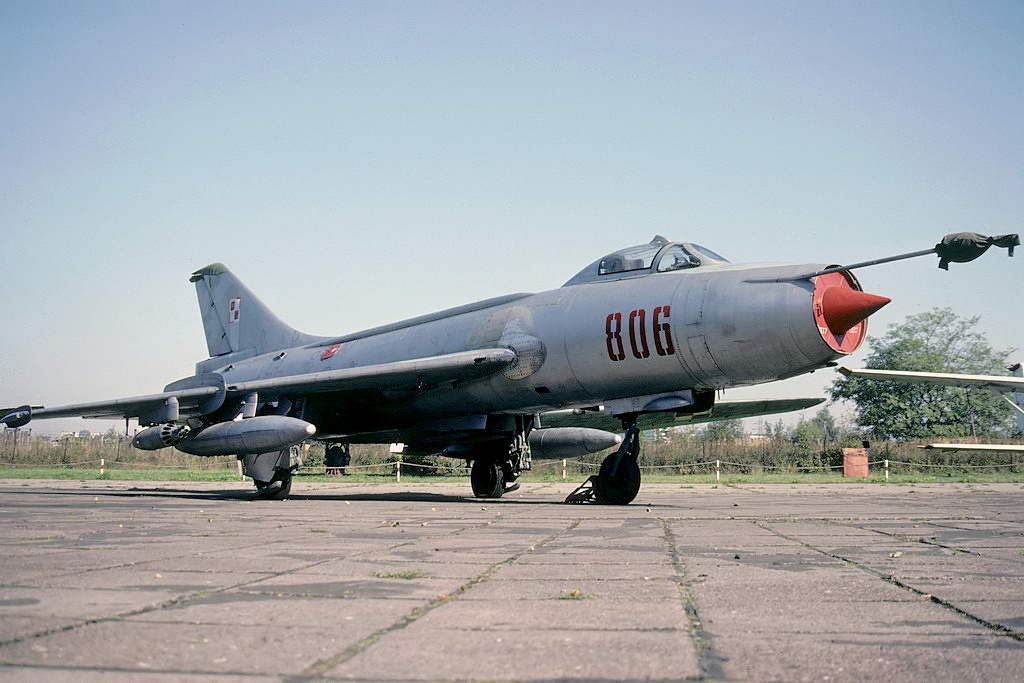

수호이 Su-7(나토명 Fitter-A)은 1955년에 소련이 개발한 초음속 전투기이다. 최초에는 전술적인 도그파이터로 설계되었지만 이 역할로는 성공적이지 못했다. 한편 곧 선보인 Su-7B 시리즈는 1960년대의 주요 전투폭격기이자 공격기였다.

## 종류
- Su-7B
- Su-7BM
- Su-7BKL
- Su-7BMK
- Su-7U (NATO Moujik)
- Su-7UM (NATO Moujik)
- Su-7UMK (NATO Moujik)
- Su-7IG
- 100LDU Control Configured Vehicle

### OKB-51 표기
- S-1
- S-2
- S-22
- S-22-2
- S-22M
- S-22KL
- S-23
- S-22-4
- S-25
- S-25T
- S-26
- S-22MK
- U-22
- U-22MK
- S-3
- S-41
- T-1
- T-3

## 같이 보기
- 수호이 Su-17
- 미라주 3
- 호커 헌터